# Alfred von Schlieffen

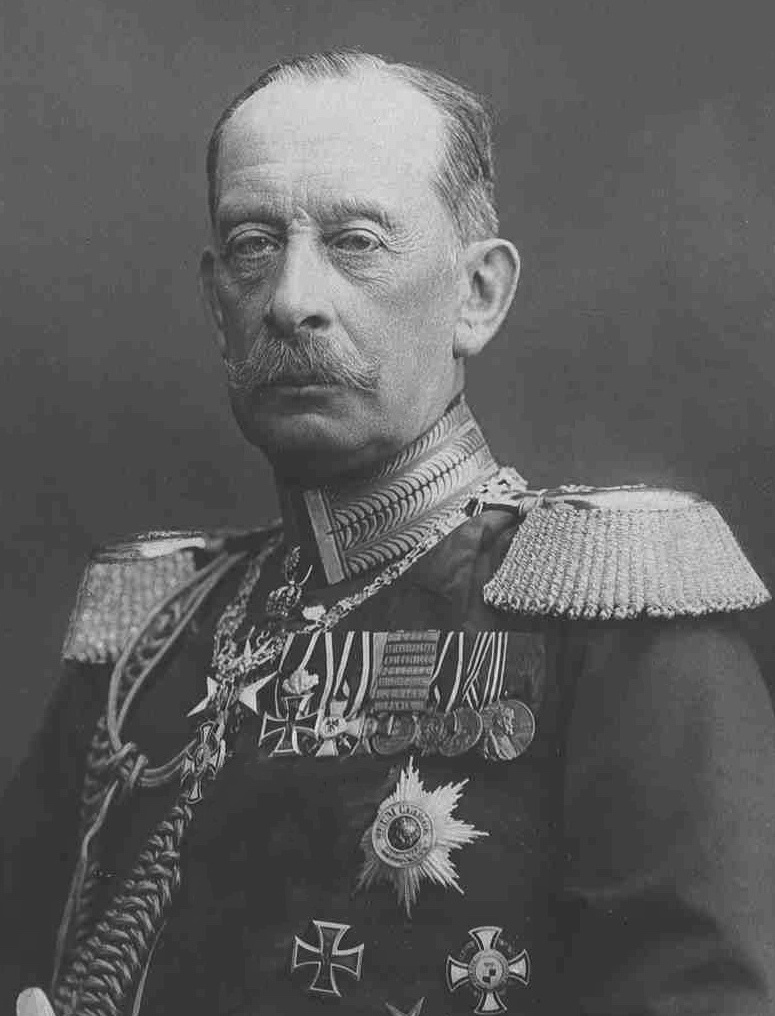
Alfred von Schlieffen, 1890

Alfred Graf von Schlieffen (* 28. Februar 1833 in Berlin; † 4. Januar 1913 ebenda) war ein preußischer Generalfeldmarschall, Chef des Generalstabes und Autor des Schlieffen-Planes.

## Leben
Alfred entstammte dem pommerschen Adelsgeschlecht von Schlieffen. Er war der Sohn des preußischen Majors und Rittergutsbesitzer Magnus Graf von Schlieffen (1796–1864) und dessen Ehefrau Auguste, geborene von Schönberg (1808–1890), einer Tochter des Oberpräsidenten Moritz Haubold von Schönberg. Bereits in seiner Jugend wurde der Graf konservativ geprägt, er stand während der 1848er Revolution klar hinter der alten Ordnung und las als junger Erwachsener die Beiträge Otto von Bismarcks in der Kreuzzeitung. Schlieffens Lebensweg begann holprig, er war schon damals introvertiert und galt als intelligenter, aber fauler Schüler. So blieb er ein Jahr sitzen und machte erst mit 20 Jahren Abitur.

### Militärische Laufbahn
Nach dem Gymnasium am Pädagogium Niesky und dem Abitur 1853 am Joachimsthalschen Gymnasium in Berlin sah Schlieffen zwei Möglichkeiten, den Dienst als Offizier oder als Beamter, so immatrikulierte er sich an der Berliner Universität für ein Jurastudium und trat als Einjährig-Freiwilliger zugleich den Wehrdienst an, um ein Jahr Zeit zu haben, sich zu entscheiden. 1854 wurde er Sekondelieutenant (Leutnant) und blieb, vor allem nach Wunsch seines Vaters, aktiver Soldat. Doch war der spätere Generalfeldmarschall keineswegs von Anfang an Soldat aus Leidenschaft, bereits 1858 wollte er die eben erst begonnene Laufbahn abbrechen und wieder Jura studieren, da er wegen seiner angeborenen Kurzsichtigkeit keine Zukunft für sich sah und er fürchtete, in einer subalternen Stellung verbleiben zu müssen. Doch war er nun 25 Jahre alt, ein Wechsel der Karriere kam nicht mehr in Frage, so blieb Schlieffen Offizier und bemühte sich das Beste aus dem nun eingeschlagenen Lebensweg zu machen.
1858 bis 1861 besuchte er die Allgemeine Kriegsschule in Berlin, welche Voraussetzung für den Dienst im Generalstab war, er strengte sich bei dieser Gelegenheit richtig an, erreichte das Prädikat „Sehr gut“ und begann sich verstärkt militärwissenschaftlichen Themen zu widmen. Nachdem er ab 1861 als Brigadeadjutant der 1. Kavallerie-Brigade eingesetzt worden war, erfolgte 1862 die Beförderung zum Premierlieutenant (Oberleutnant), 1863 bis 1866 wurde er in den Generalstab abkommandiert, dem er in der Topographischen Abteilung diente und Vermessungen in Ostpreußen vornahm. Trotz diesem Karrieresprung plante er, nach dem Tod des Vaters seinen Offizierssäbel an den Nagel zu hängen, um das väterliche Rittergut Groß-Krauschen zu bewirtschaften, doch verhinderten Verschuldung und eine große Anzahl an Erben dieses Ansinnen, Schlieffen blieb endgültig Soldat. Er nahm nun als Rittmeister 1866 im Stab des Kavalleriekorps am Deutschen Krieg teil, kämpfte bei Königgrätz, diente 1866–1868 an der preußischen Botschaft in Paris, um schließlich im Stab des X. Armee-Korps zu arbeiten. In diesem lernte er Alfred Graf von Waldersee kennen, welcher zum Förderer seines Namensvetters werden sollte.
Kurzzeitig (1869/70) kehrte Schlieffen in den Truppendienst zurück, er wurde Eskadronchef des 1. Brandenburgisches Dragoner-Regiments Nr. 2. Im Deutsch-Französischen Krieg war er wieder im Stabsdienst und diente als Major im XIII. Armee-Korps. Als Erster Generalstabsoffizier folgte der Dienst im XV. Armee-Korps (1871–1873), dann im Gardekorps (1873–1876). Nach dem frühen Tod seiner Ehefrau widmete er sich nun ganz dem militärischen Dienst. Er beschäftigte sich mit militärtheoretischen Fragen, bildete sich weiter und wurde nun Soldat aus Überzeugung. Zunächst wurde er vom Chef des Großen Generalstabes Helmuth Graf von Moltke eher ungünstig bewertet, wohl wegen seiner Introvertiertheit nach dem Tod seiner Ehefrau, doch änderte sich das Bild in den folgenden Jahren. Schlieffen lernte unermüdlich, sein direkter Vorgesetzter und Mentor, Paul Bronsart von Schellendorf, beurteilte ihn wie folgt: „Major Graf von Schlieffen vom Generalstabe des Gardekorps ist ein sehr brauchbarer Generalstabsoffizier, ausgezeichnet durch große Arbeitskraft, Klarheit des Urteils, unbedingte Zuverlässigkeit und taktvolles Verhalten.“ Moltke urteilte schließlich ebenfalls positiv und bezog sich auf Schlieffens „klares Verständnis“ und „richtiges Urteil“ bei den Übungsreisen des Generalstabes, womit der Offizier endgültig zum anerkannten Generalstäbler wurde. 1876–1884 erfolgte seine letzte Verwendung im Truppendienst, unter Beförderung zum Oberstleutnant wurde Schlieffen Kommandeur des 1. Garde-Ulanen-Regiments, 1881 wurde er Oberst.
Auch in dieser Dienststellung bewährte er sich. Sein alter Kamerad Alfred Graf von Waldersee erinnerte sich an ihn und holte ihn 1884 als Chef der 3. Abteilung in den Großen Generalstab zurück. Schlieffen oblag es hier, sich dem „westlichen Kriegstheater“ zuzuwenden, womit insbesondere Frankreich gemeint war, nahm teil an den Planungen eines möglichen Zweifrontenkrieges. 1886 wurde er Generalmajor. Nachdem Moltke 1888 in den Ruhestand getreten war, wurde Schlieffen Generalleutnant und einer von drei Oberquartiermeistern im Großen Generalstab, wobei er zum Operationschef des Generalstabschef Alfred Graf von Waldersee wurde, welcher den intelligenten und fleißigen Offizier sehr schätzte.

### Dienst als Generalstabschef
Waldersee wurde bald darauf wegen Unstimmigkeiten mit Kaiser Wilhelm II. auf den Posten als Kommandierender General des IX. Armee-Korps versetzt, sein Nachfolger wurde Alfred Graf von Schlieffen, der von 1891 bis 1906 Chef der wichtigsten Militärbehörde des Kaiserreichs blieb. Schlieffen verstand es, wegen seiner zurückhaltenden, unpolitischen Art und Weise, deutlich länger als sein Vorgänger im Amt zu bleiben. Einer seiner Mitarbeiter, Bogdan Graf von Hutten-Czapski, schilderte den Grafen Schlieffen als eine überlegene Persönlichkeit, äußerlich kalt, sarkastisch und dominant, wenn man ihn aber näher kannte, sei er wohlwollend und ritterlich gewesen. Er hätte solch eine hohe Autorität im Generalstab gehabt, dass niemand wagte ihm zu widersprechen. Schlieffen widmete sein Leben ganz dem Dienst, er stand in der Frühe auf und saß nach einem Morgenritt oft bis Mitternacht im Büro, wobei er auch mit wenig Schlaf auskam. In der Zeit als Generalstabschef war die Arbeit des Generals insbesondere auf die Abwehr eines möglichen Zweifrontenkrieges ausgelegt. Hierfür wurde nicht nur die Anzahl aktiver Soldaten erhöht, sondern das Heer auch technologisch weiterentwickelt. Schlieffen schuf die moderne schwere Feldartillerie, unterstützte die Einführung von Maschinengewehren, Luftschiffen und Kraftfahrtruppen. Auch setzte er sich für den Ausbau von Telegraphen- und Eisenbahnlinien ein. Der General hatte ein persönliches Interesse an allen technischen Errungenschaften seiner Zeit und sah diese als maßgeblich dafür an, moderne Kriege zu führen. Auch stellte er sich häufig die Frage, wie ein Krieg zu gewinnen sei, wenn die eigenen Kräfte unterlegen sind. Schlieffen sah die Lösung dieser Frage im „Umfassungs- und Vernichtungsgedanke“, den er fortan immer predigte und den Generalstabsoffizieren lehrte. Ziel dieser Theorie ist es, den Gegner punktuell an einem Flügel zu fassen, zu umgehen und einzukreisen, sodass ihm die Möglichkeit zum Rückzug fehlt. Die Grundlage dieser Überlegung war die Schlacht von Cannae, in welcher der karthagische Feldherr Hannibal ein doppelt so starkes römisches Heer umfasste und vernichtend schlug. Dieser Gedanke war hiernach Leitbild im Generalstab des Deutschen Heeres und wurde noch innerhalb von Reichswehr und Wehrmacht praktiziert. Alfred Graf von Schlieffen wurde 1893 zum General der Kavallerie und 1903 wurde zum Generaloberst befördert. Die imperialistische Politik des Deutschen Reiches lehnt er ab, da Marine und Kolonien dem Heer nur wichtige Mittel entziehen würden. Auch die China-Expedition lehnt er ab. Hinsichtlich des Aufstandes der Herero und Nama unterstützte er das harte Vorgehen Lothar von Trothas mit den Worten „Der entbrannte Rassenkampf ist nur durch die Vernichtung einer Partei abzuschließen.“. Gleichzeitig forderte er nach der Schlacht am Waterberg Verhandlungen über einen Waffenstillstand mit den Herero.

### Schlieffen-Plan
1905 präsentierte er den später als „Schlieffen-Plan“ bezeichneten strategischen Plan, mit dem vermieden werden sollte, dass das Deutsche Reich in einem Zweifrontenkrieg gegen Frankreich und Russland aufgerieben würde. Der Plan ging von einem schnellen Angriff auf Frankreich aus, der über den rechten Flügel durch das neutrale Belgien und Luxemburg geführt werden sollte, um dem erwarteten Angriff der Franzosen in Elsass-Lothringen in die Flanke zu fallen. Ziel war es, Frankreichs Armeen von Paris abzuschneiden und die französische Hauptstadt binnen 6 Wochen nach Kriegsbeginn einzunehmen, womit der Krieg gegen Frankreich beendet sein sollte. Gleichzeitig sollte nur eine Armee Ostpreußen verteidigen und hinhaltenden Widerstand leisten, bis die im Westen durch den Sieg über Frankreich freigewordenen Truppen zur Verfügung stünden. Der anschließende Angriff auf Russland, für den durch Eisenbahn-Transport an die Ostfront die gesamte Truppenstärke des deutschen Heeres zur Verfügung gestanden hätte, sollte den zweiten Gegner besiegen.
Kernpunkte des Plans waren dabei die massive Truppenkonzentration auf dem rechten deutschen Flügel gegen Frankreich (geplant war eine 7:1-Überlegenheit an Mannschaftsstärke gegenüber den Verteidigern), eine Verletzung der Neutralität Belgiens und Luxemburgs sowie eine Entblößung der Ostfront, da man die russische Mobilmachung als sehr langsam verlaufend erwartete.

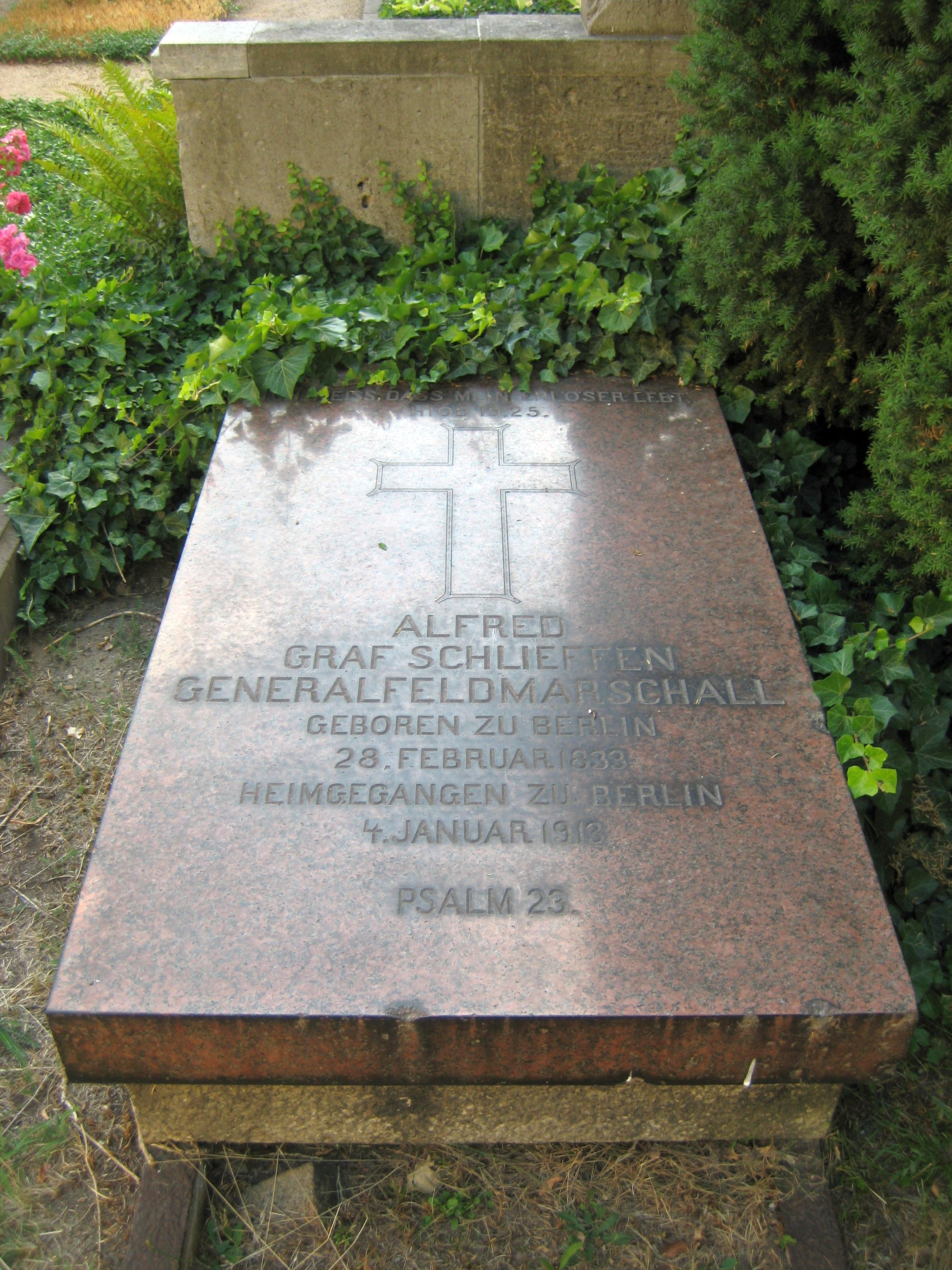
Schlieffens Grabstätte auf dem Invalidenfriedhof, Berlin

Um das Heer nach den Erfordernissen seines Plans umzugestalten, ließ Schlieffen die schwere Artillerie feldfähig machen, Transporttruppen aufstellen sowie die Nachschubstrukturen verbessern.
In der militärischen Realität ließ sich der Schlieffen-Plan jedoch während des Ersten Weltkrieges nicht umsetzen: Die angreifenden deutschen Streitkräfte kamen bereits an der Marne zum Stehen. Der geplante Bewegungskrieg wurde so über den Stellungskrieg schließlich zum Grabenkrieg. Unter Historikern wird jedoch kritisch diskutiert, ob der Schlieffen-Plan umgesetzt wurde: Schlieffens Nachfolger Moltke griff zwar mit starkem rechtem Flügel durch Belgien an, jedoch war das Verhältnis zu den Sicherungstruppen in Elsass-Lothringen nur 3:2, nicht wie von Schlieffen geplant 7:1. Außerdem beorderte Moltke aufgrund der Lage in Ostpreußen zwei Armeekorps vor der ersten Marne-Schlacht an die Ostfront, obwohl diese dort erst ankamen, nachdem die Entscheidung gefallen war.
Generaloberst Heinz Guderian urteilte später über Schlieffen: „Die Klarheit und die überzeugende Kraft seiner Gedanken beeindruckte seinen Nachfolger, den jüngeren Moltke, so stark, dass sein Feldzugsplan mit geringen Veränderungen auch nach seinem Tode bestehen blieb und 1914 unter anderen Voraussetzungen zur Ausführung kam. Das Scheitern des sogenannten Schlieffen-Planes kann ihm daher nicht zur Last gelegt werden, sondern nur den Epigonen. Es war ihm nicht vergönnt, sich im Felde zu bewähren.“

### Ruhestand und Beurteilung
Mit fast 73 Jahren trat Alfred Graf von Schlieffen im Jahre 1906 in den Ruhestand und bezog eine Wohnung am Kurfürstendamm 210 in Charlottenburg. Es war für die nächsten Jahre üblich, dass Offiziere, welche in den Generalstab versetzt wurden, einen Antrittsbesuch beim ehemaligen Chef leisteten. Dieser begrüßte seine Gäste mit Kaffee und Kuchen und soll sehr interessiert an den Gesprächen mit den jüngeren Generalstabsoffizieren gewesen sein. Am 1. Januar 1911 wurde Schlieffen noch zum Generalfeldmarschall befördert, obgleich er außer Dienst war. Zwei Jahre später, am 4. Januar 1913, starb Alfred Graf von Schlieffen an Kopfrose, wie seine Ehefrau Anna von Schlieffen 41 Jahre vor ihm. Auf Befehl des Kaisers fand am 6. Januar 1913 die Trauerfeier in der Berliner Invalidenkirche mit anschließender Beisetzung auf dem Invalidenfriedhof statt. Wilhelm II. ehrte sein Grab anschließend mit einem Kranz.
Nach 15 Jahren als Generalstabschef hatte Schlieffen die Militärführung des kaiserlichen Heeres, der Reichswehr und Wehrmacht maßgeblich mit seinen Lehren beeinflusst, dementsprechend groß war die Resonanz unter den Offizieren des Deutschen Reiches:
- Generalfeldmarschall Paul von Hindenburg nannte Schlieffen seinen „großen Lehrmeister“.[18]
- Generalfeldmarschall August von Mackensen sprach ähnlich von Schlieffen als dem „Großen Lehrmeister des modernen Krieges mit Millionenheeren“.[19]
- Im Generalstab der Schlieffen-Zeit hatte sich ein Kreis von bekennenden „Schlieffen-Schülern“ gebildet, darunter der Erste Generalquartiermeister Wilhelm Groener, der Stabschef der Heeresgruppe „Deutscher Kronprinz“ Hermann von Kuhl, der Generalquartiermeister Hugo Freiherr von Freytag-Loringhoven, der Militärhistoriker Friedrich von Boetticher, die preußischen Kriegsminister Karl von Einem und Hermann von Stein, der Befehlshaber der Luftstreitkräfte im 1. Weltkrieg Ernst von Hoeppner, der sächsische Kriegsminister Max von Hausen, der Generalfeldmarschall  Albrecht von Württemberg.[20]
- Nach General Hermann von Kuhl war Schlieffen „Lehrmeister der Generalstabsoffiziere des 1. Weltkrieges“.[21]
- Der Erste Generalquartiermeister Erich Ludendorff nannte Schlieffen den „großen Lehrmeister des Generalstabes“, später seine Pläne eine „Strategie wie sie besser kaum gedacht werden kann“.[22]
- Im Jahre 1921 bildeten die „Schlieffen-Schüler“ Hermann von Kuhl, Wilhelm von Hahnke, Konrad von Hausmann und Hans von Seeckt den Schlieffen-Verein, eine Vereinigung von Generalstabsoffizieren, welcher 1.300 Mitglieder angehörte. Jährlich zum Geburtstag Schlieffens hielt der Verein ein Treffen ab. Wer daran nicht teilnahm, galt militärisch als „vernachlässigbare Größe“. Mitglieder waren, neben Mackensen und Hindenburg zum Beispiel der Chef der Heeresleitung Wilhelm Heye und der Reichskanzler und General Kurt von Schleicher.[23]
- Der Chef des Oberkommandos des Heeres Werner von Fritsch nannte Schlieffen den „Lehrmeister moderner Strategie“.[24]
- Der Chef des Generalstabs des Heeres Ludwig Beck galt als Offizier mit „Schlieffennähe“, Blomberg kritisierte seinen ausgeprägten „Schlieffenismus“ und ständigen Bezug auf seinen Vorgänger.[25]
- Generalfeldmarschall Erich von Manstein spricht in seinen Lebenserinnerungen von der „überragenden Bedeutung“ des Graf Schlieffen.[26]

## Familie
Er heiratete 1868 in Hannover Anna Gräfin von Schlieffen (1840–1872), eine Tochter des Grafen Albert von Schlieffen. Das Paar hatte zwei Töchter:
- Elisabeth Auguste Marie Ernestine (* 13. September 1869 in Groß Krauschen; † 23. September 1943 in Neubrandenburg, Mecklenburg-Vorpommern) ⚭ Wilhelm von Hahnke (1867–1931), preußischer Generalmajor und Sohn des Generalfeldmarschalls Wilhelm von Hahnke
- Marie Luise Philippine Katharina (* 9. Juli 1872 in Vendenheim bei Strasbourg)[27]

## Auszeichnungen
Schlieffen stand à la suite des Großen Generalstabs der Armee und des 1. Garde-Ulanen-Regiments. Er war Inhaber höchster Orden und Ehrenzeichen, z. B.:
- Schwarzer Adlerorden mit Kette und Brillanten[28][29]
- Großkreuz des Roten Adlerordens mit Eichenlaub und Schwertern am Ring[28][29]
- Kronenorden I. Klasse[28][29]
- Großkomtur des Königlichen Hausordens von Hohenzollern[29]
- St. Hubertus-Orden[29]
- Hausorden der Rautenkrone[29]
- Großkreuz des Ordens der Württembergischen Krone[29] im Jahre 1893[30]
- Großkreuz des Ordens vom Niederländischen Löwen[29]
- Großkreuz des k.u. Sankt Stephans-Ordens[29]
- Großkreuz des ö.-k. Leopoldordens[28][29]
- Offizier der Ehrenlegion[28][29]
- Großkreuz des Ordens der Heiligen Mauritius und Lazarus[28][29]
- Alexander-Newski-Orden[28][29]
- Osmanié-Orden I. Klasse mit Brillanten[28][29]

## Benennungen
- Schlieffen-Kaserne (1936 erbaut)
- Vereinigung Graf Schlieffen
- Kameradschaft Schlieffen des NSD-Studentenbundes an der Ruprecht-Karls-Universität Heidelberg während der NS-Zeit (vormalige Verbindung Rupertia)[31]

- Kameradschaft Schlieffen des NSD-Studentenbundes an der Ludwig-Maximilians-Universität München während der NS-Zeit (vormalige RSC-Corps Vandalia und Suevo-Salingia)[32]

## Belege
1. ↑  Standesamt Charlottenburg I: Sterbeurkunde Alfred von Schlieffen. Nr. 10, 1913.
2. ↑  Wilhelm Hartmut Pantenius: Alfred Graf von Schlieffen: Stratege zwischen Befreiungskriegen und Stahlgewittern. Eudora-Verlag, Leipzig 2016, ISBN 978-3-938533-57-4, S. 105.
3. ↑  Wilhelm Hartmut Pantenius: Alfred Graf von Schlieffen: Stratege zwischen Befreiungskriegen und Stahlgewittern. Eudora-Verlag, Leipzig 2016, ISBN 978-3-938533-57-4, S. 107.
4. ↑  Wilhelm H. Pantenius: Alfred Graf von Schlieffen - Stratege zwischen Befreiungskriegen und Stahlgewittern. Eudora-Verlag Leipzig Ralf C. Müller, Leipzig 2016, ISBN 978-3-938533-57-4, S. 152.
5. ↑  Wilhelm H. Pantenius: Alfred Graf von Schlieffen - Stratege zwischen Befreiungskriegen und Stahlgewittern. Eudora-Verlag Leipzig Ralf C. Müller, Leipzig 2016, ISBN 978-3-938533-57-4, S. 153.
6. ↑  Wilhelm H. Pantenius: Alfred Graf von Schlieffen - Stratege zwischen Befreiungskriegen und Stahlgewittern. Eudora-Verlag Leipzig Ralf C. Müller, Leipzig 2016, ISBN 978-3-938533-57-4, S. 321–325.
7. ↑  Wilhelm H. Pantenius: Alfred Graf von Schlieffen - Stratege zwischen Befreiungskriegen und Stahlgewittern. Eudora-Verlag Leipzig Ralf C. Müller, Leipzig 2016, ISBN 978-3-938533-57-4, S. 474.
8. ↑  Wilhelm Hartmut Pantenius: Alfred Graf von Schlieffen: Stratege zwischen Befreiungskriegen und Stahlgewittern. Eudora-Verlag, Leipzig 2016, ISBN 978-3-938533-57-4, S. 510–519.
9. ↑  Wilhelm Hartmut Pantenius: Alfred Graf von Schlieffen: Stratege zwischen Befreiungskriegen und Stahlgewittern. Eudora-Verlag, Leipzig 2016, ISBN 978-3-938533-57-4, S. 538.
10. ↑  Wilhelm Hartmut Pantenius: Alfred Graf von Schlieffen: Stratege zwischen Befreiungskriegen und Stahlgewittern. Eudora-Verlag, Leipzig 2016, ISBN 978-3-938533-57-4, S. 625.
11. ↑  Wilhelm Hartmut Pantenius: Alfred Graf von Schlieffen: Stratege zwischen Befreiungskriegen und Stahlgewittern. Eudora-Verlag, Leipzig 2016, ISBN 978-3-938533-57-4, S. 673.
12. ↑  Wilhelm Hartmut Pantenius: Alfred Graf von Schlieffen: Stratege zwischen Befreiungskriegen und Stahlgewittern. Eudora-Verlag, Leipzig 2016, ISBN 978-3-938533-57-4, S. 790 (worldcat.org [abgerufen am 23. September 2024]).
13. ↑  Wilhelm Hartmut Pantenius: Alfred Graf von Schlieffen: Stratege zwischen Befreiungskriegen und Stahlgewittern. Eudora-Verlag, Leipzig 2016, ISBN 978-3-938533-57-4, S. 801.
14. ↑  Heinz Guderian: Erinnerungen eines Soldaten. 4. Auflage. Kurt Vowinkel Verlag, Neckargemünd 1960, S. 414.
15. ↑  Wilhelm Hartmut Pantenius: Alfred Graf von Schlieffen: Stratege zwischen Befreiungskriegen und Stahlgewittern. Eudora-Verlag, Leipzig 2016, ISBN 978-3-938533-57-4, S. 903 (worldcat.org [abgerufen am 23. September 2024]).
16. ↑  Wilhelm Hartmut Pantenius: Alfred Graf von Schlieffen: Stratege zwischen Befreiungskriegen und Stahlgewittern. Eudora-Verlag, Leipzig 2016, ISBN 978-3-938533-57-4, S. 926.
17. ↑  Eine Trauerfeier für den Generalfeldmarschall Grafen v. Schlieffen. In: Berliner Volkszeitung. 6. Januar 1913, abgerufen am 24. April 2021.
18. ↑  Wilhelm H. Pantenius: Alfred Graf von Schlieffen - Stratege zwischen Befreiungskriegen und Stahlgewittern. Eudora-Verlag Leipzig Ralf C. Müller, Leipzig 2016, ISBN 978-3-938533-57-4, S. 709.
19. ↑  Theo Schwarzmüller: Zwischen Kaiser und "Führer": Generalfeldmarschall August von Mackensen. Eine politische Biographie. dtv Verlagsgesellschaft mbH & Co. KG, München 2001, ISBN 978-3-423-30823-6, S. 55.
20. ↑  Wilhelm H. Pantenius: Alfred Graf von Schlieffen - Stratege zwischen Befreiungskriegen und Stahlgewittern. Eudora-Verlag Leipzig Ralf C. Müller, Leipzig 2016, ISBN 978-3-938533-57-4, S. 705–706.
21. ↑  Kirstin A. Schäfer: Werner von Blomberg - Hitlers erster Feldmarschall: eine Biographie. Schöningh, Paderborn München Wien Zürich 2006, ISBN 978-3-506-71391-9, S. 34.
22. ↑  Wolfgang Venohr, Erich Ludendorff: Ludendorff: Legende und Wirklichkeit. Ullstein, Berlin 1993, ISBN 978-3-550-07191-1, S. 29.
23. ↑  Die „Vereinigung Graf Schlieffen“. 31. Januar 2022, abgerufen am 25. Februar 2024.
24. ↑  Wilhelm Hartmut Pantenius: Alfred Graf von Schlieffen: Stratege zwischen Befreiungskriegen und Stahlgewittern. Eudora-Verlag, Leipzig 2016, ISBN 978-3-938533-57-4, S. 20.
25. ↑  Kirstin A. Schäfer: Werner von Blomberg - Hitlers erster Feldmarschall: eine Biographie. Schöningh, Paderborn München Wien Zürich 2006, ISBN 978-3-506-71391-9, S. 131.
26. ↑  Erich von Manstein: Aus einem Soldatenleben 1887 - 1939. Athenäum Verlag, 1958, S. 27.
27. ↑  Gothaisches genealogisches Taschenbuch der gräflichen Häuser. Justus Perthes, Gotha 1889, S. 892 (eingeschränkte Vorschau in der Google-Buchsuche).
28. 1 2 3 4 5 6 7 8  Wolfgang Petter: Schlieffen, Alfred Graf von. In: Neue Deutsche Biographie (NDB). Band 23, Duncker & Humblot, Berlin 2007, ISBN 978-3-428-11204-3, S. 81–83 (Digitalisat).
29. 1 2 3 4 5 6 7 8 9 10 11 12 13 14  Rangliste der Königlich Preußischen Armee und des XIII. (Königlich Württembergischen) Armeekorps für 1911. Hrsg.: Kriegsministerium, Ernst Siegfried Mittler & Sohn, Berlin 1911, S. 6.
30. ↑  Hof- und Staatshandbuch des Königreichs Württemberg, 1907, S. 49.
31. ↑  Bernhard Grün: Zwischen Fronteinsatz und Freiheitsklang. Studententum und Kameradschaftswesen im Nationalsozialismus (Historia academica - Schriftenreihe der Studentengeschichtlichen Vereinigung des Coburger Convents. Band 57). akadpress, Würzburg 2019, ISBN 978-3-930877-52-2, S. 361.
32. ↑  Bernhard Grün: „Wahrhaft, wehrhaft!“. Die Münchener Wehrschaft Palaio-Germania und die Kameradschaft ‚Feldherrnhalle‘ an der Ludwig-Maximilians-Universität München, Einst und Jetzt Sonderdruck Band 68 (2023), S. 211.

| Personendaten    | Personendaten                                                                            |
| ---------------- | ---------------------------------------------------------------------------------------- |
| NAME             | Schlieffen, Alfred von                                                                   |
| ALTERNATIVNAMEN  | Schlieffen, Alfred Graf von (vollständiger Name)                                         |
| KURZBESCHREIBUNG | preußischer Generalfeldmarschall, Chef des Generalstabes und Autor des Schlieffen-Planes |
| GEBURTSDATUM     | 28. Februar 1833                                                                         |
| GEBURTSORT       | Berlin, Preußen                                                                          |
| STERBEDATUM      | 4. Januar 1913                                                                           |
| STERBEORT        | Berlin, Deutsches Reich                                                                  |